# 本日、都内、某所
『本日、都内、某所』（ほんじつ、とない、ぼうしょ）は、日本の女性歌手・島谷ひとみの8枚目のオリジナル・アルバム。2014年7月16日にリリースされた。
オリジナル・アルバムとしては、前作『Flare』から6年ぶりのリリース。CD+DVD+写真集、CD+DVD、CDの3形態でリリースされた。CD+DVD+写真集は島谷の直筆サイン入り写真集（A4サイズ）が封入されており、デジトレイ仕様で3000枚限定で発売された。3形態ともにシングル「やぶれかぶれ」連動企画“キャバレー叫活”イベント応募抽選特典半券封入（CD+DVD、CDは初回生産分のみに封入）。
このアルバムは、島谷がデビューから過ごしてきた「東京都内」をテーマにしている。歌手となって15年経つ島谷が、「もしかしたら、こんな（別の）人生もあったのかも…」という思いを込め、様々な女の生きざまを実生活のリアルな雰囲気をまじえて歌い上げる。（リード曲の「ソルジャー！ソルジャー！」は本物の島谷が唄うという設定。）収録曲はいずれも、シングルとしてリリースされた「やぶれかぶれ」から派生する物語となっている。
アートワークもアルバムの内容に合わせて、「十人十色」の島谷を表現している。
mu-moショップオリジナル特典は、島谷ひとみ10変化生写真10枚セット。「握手＆2ショットチェキ撮影会」参加券付きCDの予約も行われた。対象商品は「CD+DVD+写真集」、「CD+DVDとCDのセット」で、島谷ひとみ10変化生写真10枚セットと「握手＆2ショットチェキ撮影会」参加券が一緒に付いているのではなく、オリジナル特典付きは実質4種類販売された。

## 収録曲

### CD
1. スナップショット(5:11)
作詞・作曲・編曲：鈴木健太朗
2. やぶれかぶれ(4:22)
作詞：山田ひろし／作曲：古屋美和、松田純一／編曲：林昌史
テレビ東京開局50周年特別企画ドラマ『マルホの女 〜保険犯罪調査員〜』主題歌
3. さすらい(4:38)
作詞・作曲：Noda Akiko／編曲：田ノ岡三郎
4. 愛のカタチ(5:21)
作詞：栗原暁（Jazzin'park）／作曲：栗原暁／編曲：栗原暁、久保田真吾（Jazzin'park）
山梨放送60周年記念ドラマ『カミナリ☆ワイナリー』エンディングテーマ
5. ホーム・スイート・ホーム(5:04)
作詞：ケリー、井上慎二郎／作曲：井上慎二郎／編曲：井上慎二郎
6. Oss Mess Kiss Killaly!!(3:54)
作詞：山田ひろし／作曲：Miss-art、WolfJunk／編曲：WolfJunk
7. 一気満開(4:18)
作詞：松井五郎／作曲：五戸力／編曲：ats-
8. つづれ織り(5:33)
作詞：山田ひろし／作曲：菊地一仁／編曲：林昌史
9. Cali≒Cata≒Luca 〜カリカタルカ 仮初めの呪文〜(4:32)
作詞：宮原康平／作曲：宮原康平／編曲：立山秋航
10. 青い月(3:44)
作詞：岩城由美／作曲・編曲：久保田真吾、栗原暁
11. ソルジャー!ソルジャー!(3:56)
作詞：山田ひろし／作曲：TSUKASA／編曲：TSUKASA
日本テレビ『それゆけ!ゲームパンサー!』7月度エンディングテーマ
ABC朝日放送『ビーバップハイヒール』7月度エンディングテーマ

### DVD
1. やぶれかぶれ 【Music Video】
監督：北平誠治
2. ソルジャー!ソルジャー! 【Music Video】
監督：北平誠治
3. 本日、都内、某所 【flip-flap Video】
4. 本日、都内、某所 【Making Video】